# Hanung Bramantyo
Setiawan Hanung Bramantyo (né le 1er octobre 1975 à Yogyakarta) est un réalisateur indonésien.

## Filmographie

### Longs-métrages et films de télévision
- Topeng Kekasih (The Lover's Mask; 2000)
- Gelas-Gelas Berdenting (Tinkling Glass; 2001)
- Kidung (Song)
- Brownies (2004)
- Catatan Akhir Sekolah (Notes from the End of School; 2005)
- Sayekti dan Hanafi (Sayekti and Hanafi; 2005)
- Jomblo (Single; 2005)
- Lentera Merah (Red Lantern; 2006)
- Kamulah Satu-Satunya (You Are the One and Only; 2007)
- Legenda Sundel Bolong (Legend of Sundel Bolong; 2007)
- Get Married (2007)
- Ayat-Ayat Cinta (The Verses of Love; 2008)
- Doa yang Mengancam (Threatening Prayer; 2008)
- Perempuan Berkalung Sorban (Woman with a Turban; 2009)
- Get Married 2 (2009)
- Menebus Impian (Make Dreams Real; 2010)
- Sang Pencerah (The Enlightener; 2010)
- ? (2011)
- Tendangan dari Langit (A Kick from Heaven; 2011)
- Pengejar Angin (The Wind Chaser; 2011)
- Perahu Kertas ("Paper Boat"; 2012)
- Perahu Kertas 2 ("Paper Boat 2"; 2012)
- Soekarno: Indonesia Merdeka;
- Surga Yang Tak Dirindukan 2

### Courts-métrages
- Tlutur (1998)
- When... (2003)
- JK (2009)